# Аль-Хасан, Висам
Висам Аль-Хассан (араб. وسام عدنان الحسن‎; 11 апреля 1965 — 19 октября 2012, Бейрут) — бригадный генерал ливанской Сил внутренней безопасности Ливана, глава разведывательной службы. Один из лидеров суннитов в Ливане, он был также одной из ключевых фигур оппозиционной Коалиции 14 марта, не будучи политиком.
Погиб 19 октября 2012 в Бейруте при взрыве заминированного автомобиля, в результате которого были убиты 8 человек и более сотни получили ранения. Взрыв связывают с гражданской войной в Сирии.